# El Orden
El Orden va ser un periòdic anarquista editat a Madrid entre 1875 i 1878, publicant-se 65 nombres.

## Història
Era un periòdic clandestí de la secció espanyola de la Primera Internacional. Era d'idees revolucionàries, i els seus inspiradors van ser Tomás González Morago i Juan Serrano Oteiza. Explicava també amb les col·laboracions de Rafael Farga i Pellicer, Anselmo Lorenzo i Nemesio Gili y Casanovas. La seva influència era notable en el moviment obrer i socialista. El govern oferia recompenses als qui delatessin la seva impremta.

## Periòdics Homònims
Es va editar un periòdic homònim a Còrdova (Andalusia), entre 1873 i 1875, amb molta circulació, també clandestí.